# Vészalja

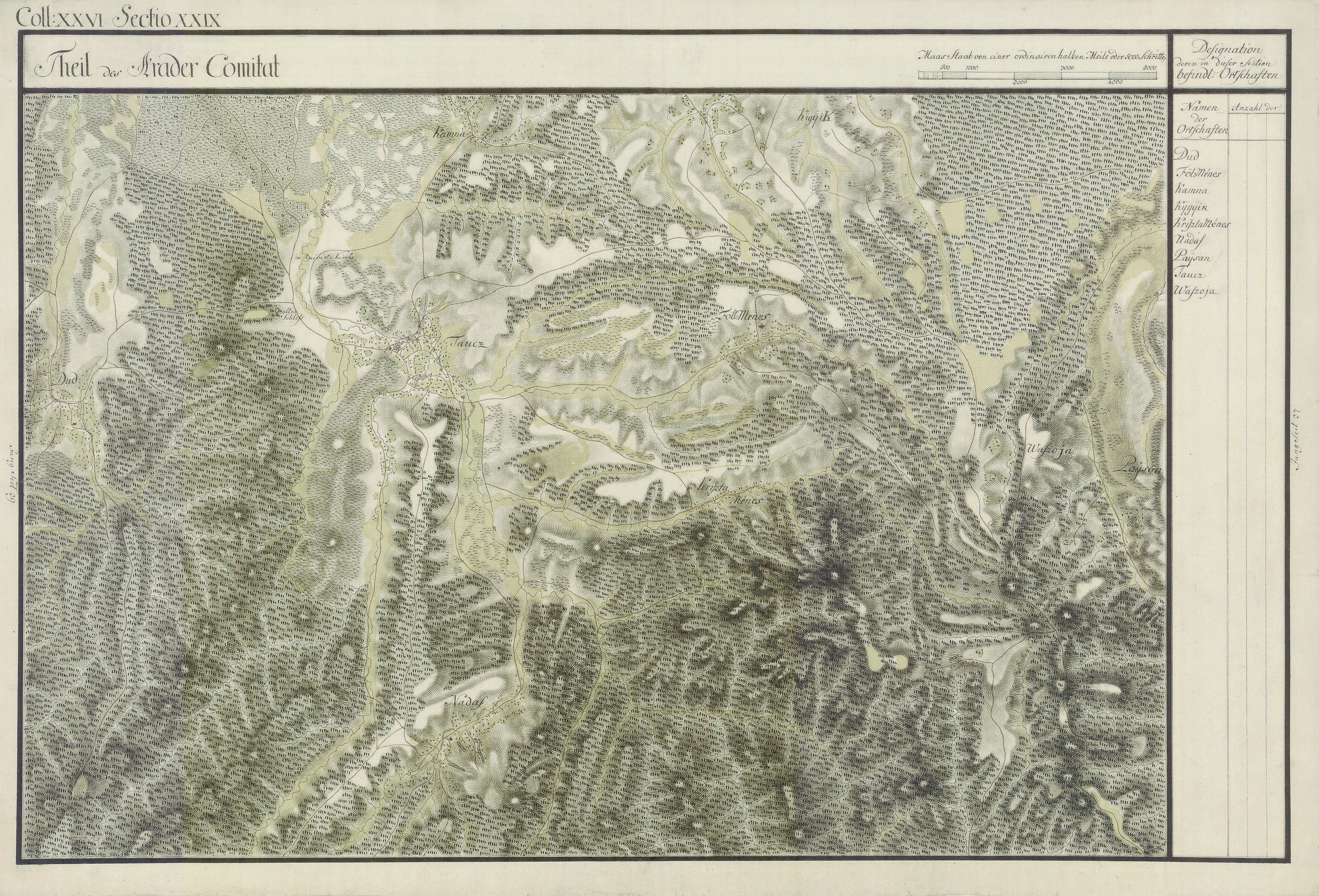
Vészalja egy régi térképen

Vészalja (Văsoaia), település Romániában, a Partiumban, Arad megyében.

## Fekvése
Borossebestől délre, a Hegyes Drócsa-hegység északi oldalán, Alménes és Felménes közt fekvő település.

## Története
Vészalja nevét 1574-ben említette oklevél Bozoj néven. 1650-ben Vaszolicza, 1808-ban Vaszoja, 1913-ban Vészalja, Văsoaia, Vaszoja néven írták.
1910-ben 833 lakosából 821 román, 10 magyar volt. Ebből 820 görögkeleti ortodox volt.
A trianoni békeszerződés előtt Arad vármegye Borossebesi járásához tartozott.